# バルディッシュ
バルディッシュ（ロシア語: Бердыш, berdysh IPA:[bʲɪrˈdɨʂ],英語: bardiche）は、16 - 18世紀の東ヨーロッパで主に使用された武器である。

## 概要

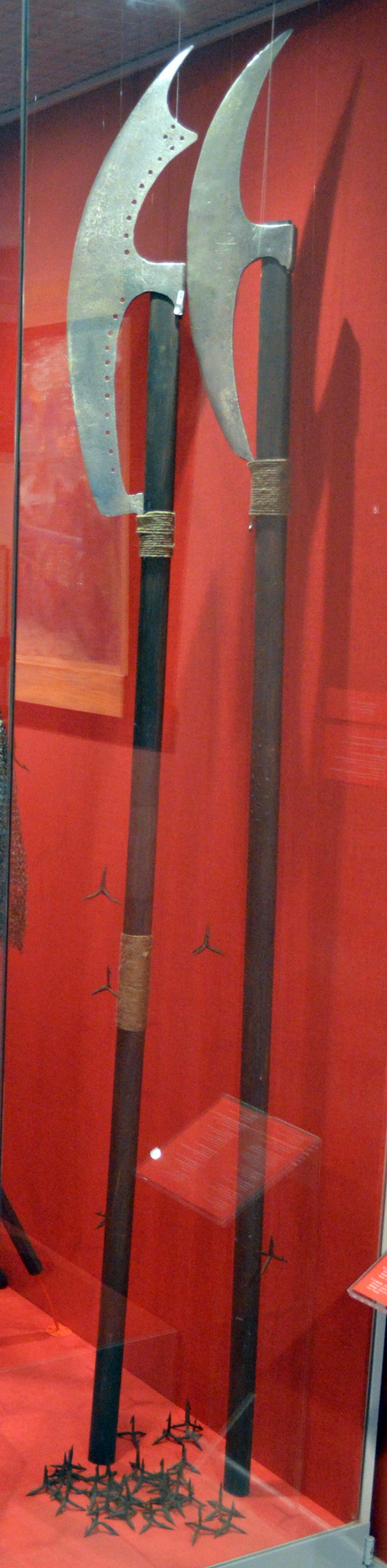

構造的には戦斧であり、まさかりの刃を上下に引き伸ばしたようなものと言える。武器の性格としては中国の青龍偃月刀にも似ている。西ヨーロッパでのハルバードに相当するが、構造・特性的に類似するものは少ない。
バルディッシュは、通常150センチメートルほどの柄の上端部に、三日月状の曲線を描く60センチメートルほどの斧頭が横向きに取り付けられた形をしたポールウェポンの一種であり、三日月斧、半月斧などと呼ばれることもある。他のポールウェポンと比べると柄が短く、刃が極端に大きい。全体の重さは2 - 6キログラムほどだが、そのほとんどが斧頭の重さであり、振り回すことによって威力を増すよりも、むしろ刃の重量を生かして叩き斬るような使い方が多かったと考えられる。また、人間を両断できるほどの破壊力から教皇庁に使用を禁止されたと言われているが、詳細は不明である。
斧頭と柄の接合部は通常2箇所で、斧頭の中央部のソケットを柄の上端にはめ込み、さらに斧頭の下端を釘などで柄に固定していた。斧頭の上半分は柄から大きく突き出て鋭くなっており、槍のように使うこともできた。16世紀頃のものは鋒（きっさき）の突端は1点に収束して突き刺すために槍の穂先に近い形をしているが、17世紀頃になると斧頭を重く重心をより先にするために突端は2点になり、斬撃に特化した独特の形状（右の写真参照）となる。
柄はしばしば下端（柄頭：石突）が鉄で覆われており、また尖っていた。これは馬の突撃に備えて槍ぶすまを作るときや、後述のように銃架として用いるときなどに、地面に突き刺すために役立っていた。
騎兵用には短いものも作られた。この場合には、肩ひもに掛けられるように2つの鉄輪が取り付けられていた。
刃の両面には図式化された葉の模様などが彫られていることがあったが、中には「ドラゴンと戦うユニコーン」などの複雑な図案で装飾されたものもあった。

## ロシア銃兵の使用法
16世紀頃のロシアでは、バルディッシュは銃兵（ストレレッツ）の主装備として用いられていた。
白兵戦用武器としてはもちろんのこと、射撃時には銃架としても活用された。というのも、当時の銃兵が使用していたマスケット銃は大きく重かったため、射撃の際には専用の杖（叉杖）を地面に立てて銃身を支える必要があったが、バルディッシュを叉杖同様に地面に突き刺し、斧頭に銃身を引っかけて支えとしたのである。